# Gokkun

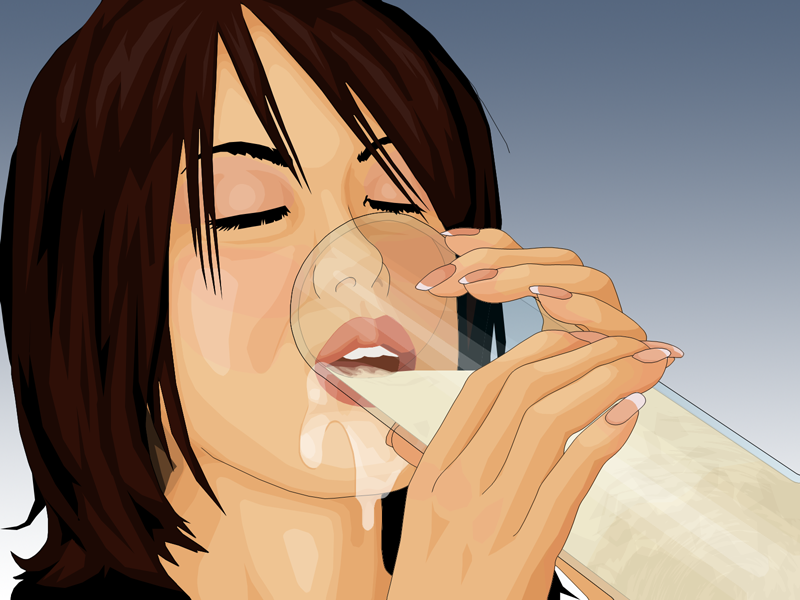
Žena pijící sperma

Gokkun (Japonsky: ごっくん) je žánr pornografie, ve kterém žena konzumuje velké dávky spermatu od několika mužů. Slovo „gokkun“ je citoslovce z japonštiny, který vyjadřuje zvuk polykání. Gokkun není bukkake, při kterém muži ejakulují především na ženin obličej, v případě gokkunu vystřikují semeno hlavně do úst či dříve určené nádoby, ze které pak žena sperma vypije. Není neobvyklé, že v jediném filmu herečka spolyká sperma z několika desítek ejakulací. Ve většině případů je však jejich počet malý, účastní se jen několik mužů najednou.
Mezi často se vyskytující témata gokkun filmů patří ženy pijící nebo lízající extrémní množství semene z nádobí (nebo jiných předmětů) nebo pijící sperma ze sklenek na Martini, ze džbánů, pohárů atd. Navíc je poměrně běžné, že se gokkun filmu účastní více žen, které si pak ejakulát před spolknutím vzájemně předávají (snowballing).

## Historie
Podle nepotvrzených informací vznikl fenomén gokkun ve feudálním Japonsku. Žena, která byla přistižena při nevěře, byla nucena spolykat sperma všech mužů v sousedství pod heslem „Bereš od někoho jiného, tak budeš brát od všech“. Mnohem pravděpodobnější varianta je však ta, že tuto historickou propojenost si vymyslel pornografický průmysl ve snaze zatraktivnit gokkun široké veřejnosti.

## Gokkun v moderní kultuře
Termín gokkun je rozšířený především v Japonsku. Pornografické snímky tohoto tématu jsou v tamním prostředí základním pilířem erotické produkce. Naproti tomu je gokkun značně méně znám v USA a prakticky neexistuje v pornografii evropské a ruské. Zatímco Japonsko produkuje filmy žánru gokkun několik desítek do roka, filmy ze západní produkce vznikají vzácně. Situace byla nejživější na začátku milénia díky seriálům jako A Good Source of Iron či No Cum Dodging Allowed. Produkce takových filmů však byla finančně náročná a se vzrůstajícím internetovým pirátstvím nyní už téměř neexistuje. Vše je ještě ztíženo tím, že termín gokkun není mimo Japonsko tak známý a tudíž mnoho filmů tohoto žánru mylně spadá pod bukkake či COHF.